# Cécile Manorohanta
Cécile Marie Ange Manorohanta là một chính trị gia người Madagascar, hiện giữ chức Phó Thủ tướng phụ trách Nội vụ trong chính phủ Madagascar từ năm 2009. Trước đó, bà từng đảm nhiệm cương vị Bộ trưởng Bộ Quốc phòng trong giai đoạn 2007–2009.
Bà được bổ nhiệm làm Bộ trưởng Quốc phòng vào ngày 27 tháng 10 năm 2007 trong nội các của Thủ tướng Charles Rabemananjara, trở thành người phụ nữ đầu tiên trong lịch sử Madagascar giữ vị trí này.
Ngày 9 tháng 2 năm 2009, bà tuyên bố từ chức với lý do: “Sau tất cả những gì đã xảy ra, tôi quyết định từ thời điểm này sẽ không còn là thành viên của chính phủ này,” – ám chỉ vụ việc ngày 7 tháng 2, khi cảnh sát nổ súng vào người biểu tình trong các cuộc bất ổn chính trị năm 2009, khiến ít nhất 50 người thiệt mạng. Cùng ngày, Tham mưu trưởng quân đội Mamy Ranaivoniarivo được bổ nhiệm thay thế bà.
Ngày 8 tháng 9 năm 2009, dưới thời Tổng thống lâm thời Andry Rajoelina, bà được tái bổ nhiệm vào chính phủ với chức danh Phó Thủ tướng phụ trách Nội vụ.
Ngày 18 tháng 12 năm 2009, Tổng thống Rajoelina cách chức Thủ tướng Eugene Mangalaza – người được các phe đối lập ủng hộ theo một thỏa thuận chia sẻ quyền lực – và tuyên bố sẽ bổ nhiệm Manorohanta làm Thủ tướng kế nhiệm. Tuy nhiên, hai ngày sau, ông lại chỉ định Albert Camille Vital vào vị trí này.
Từ năm 2013, Manorohanta giữ chức Chủ tịch Đại học Antsiranana.